# 盧觀恆
盧觀恆（Mowqua，1742年—1812年），字熙茂，商名茂官，廣東新會潮连人（今廣東江门潮连人）。
出身貧寒，不惑之年仍未有妻室。前往廣州謀生，替人看守空舖店。有外商運貨到廣州，租借盧觀恆所看守的空舖儲存貨物，並訂定各貨價目，委托盧代為出售，盧將貨品銷售一空，取得外商信任。1792年，盧觀恆正式承充行商，取名廣利行（今廣州文化公園附近）。1800年与同文行的潘有度同為行商領導。盧觀恆本人樂善好施，贊助洋行會館設牛痘局施種牛痘。嘉慶十七年十一月（1812年12月20日）病故。